# Bataille de la rivière Niémen
Guerre russo-polonaise de 1920
Batailles
- Offensive vers l'Ouest
- Opération Minsk
- Daugavpils
- Letychiv
- Koziatyn
- Opération Kiev
- Radzymin
- Varsovie
- Komarów
- Rivière Niémen

La bataille du Niemen est l'une des plus grandes batailles de la guerre russo-polonaise de 1920. Elle se déroule à peu près au milieu du cours du Niémen entre les villes de Suwałki, Grodno (Hrodna) et Białystok. Après avoir été presque complètement défaite à la bataille de Varsovie en août, l'Armée rouge de Mikhail Tukhachevski essaie d'établir une ligne de défense en Polésie, à la frontière de la Pologne et de la Lituanie.
Entre le 15 et le 25 septembre, les Polonais débordent et défont une fois de plus les Soviétiques. À la mi-octobre après la bataille de la rivière Szczara, l'armée polonaise atteint la ligne Ternopil-Dubno-Minsk-Drisa.

## Liens externes

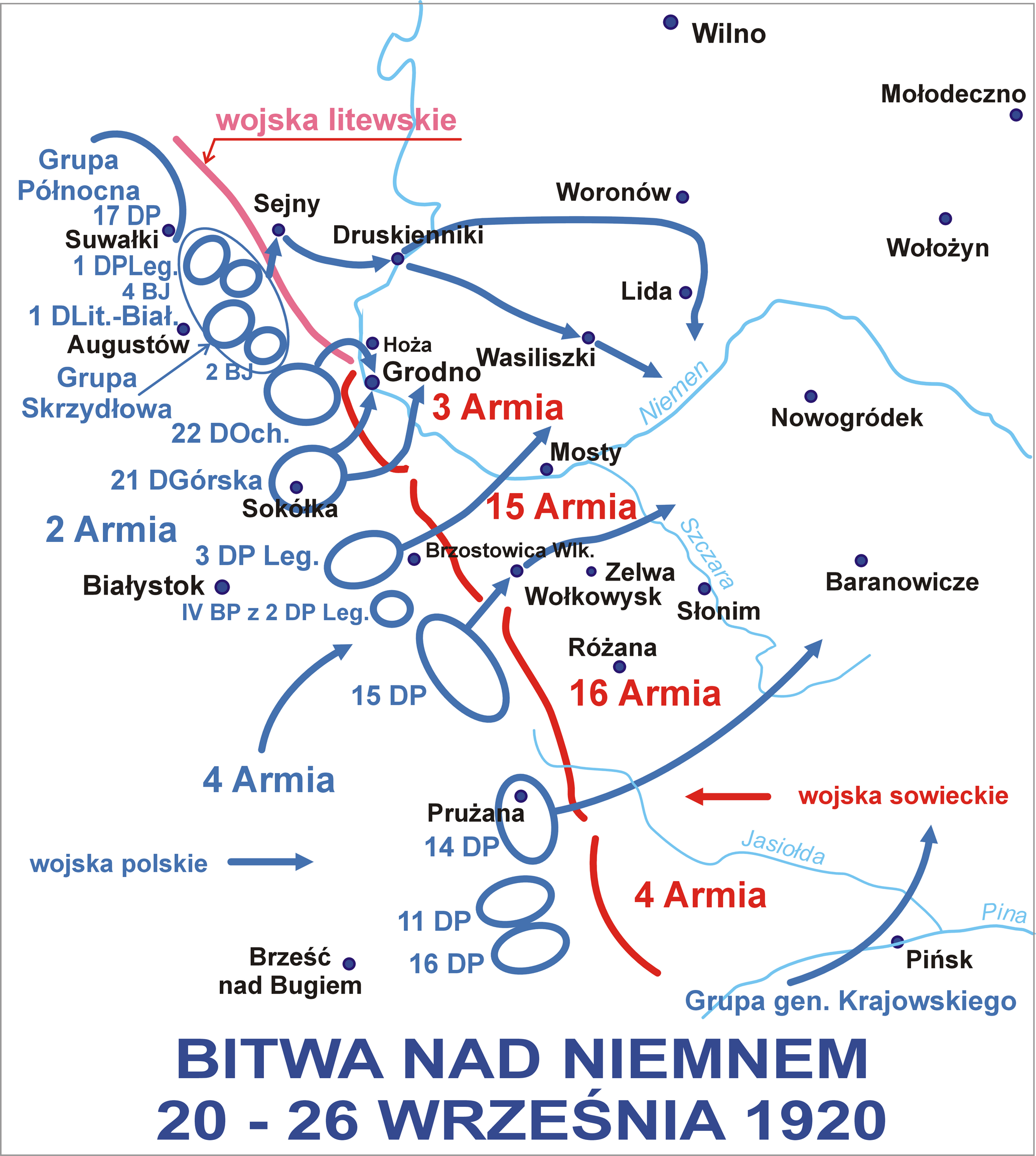
Théâtre des opérations lors de la bataille.

## Sources
- (en) Cet article est partiellement ou en totalité issu de l’article de Wikipédia en anglais intitulé « Battle of the Niemen River » (voir la liste des auteurs).